# Юзеф Халер
Ю̀зеф Ха̀лер фон Ха̀ленбург (на полски: Józef Haller von Hallenburg) е полски военен, генерал брони от Полската войска, комендант на Полските легиони (1915, 1916), върховен главнокомандващ на Полската армия във Франция (1917), командващ Северния фронт по време на Полско-съветската война, министър без портфейл във второто правителство на Владислав Шикорски (1939 – 1940).

## Биография

### Произход и образование
Юзеф Халер е роден в шляхтишко семейство с имение близо до Лвов, Австрийска Рутения. Възпитан е в католически християнски и родолюбски ценности, което поставя отпечатък върху всички негови по-нататъшни решения. Обучаван е в квалифицирани училища в Кошице и завършва образованието си във Виенската военно-техническа академия.

### В Австро-унгарската армия
След като завършва образованието си, на 18 юли 1895 г. Юзеф Халер е назначен за лейтенант в 11-и артилерийски полк на австрийската армия и започва служба в Лвов. Служи и в Краков (1895 – 96), Станиславув (1896 – 99) и после отново в Лвов. Става инструктор, а след това и командир в едногодишна артилерийска офицерска школа. Провежда реформа като премахва офицерите от инструкторските позиции и ги заменя с доброволци. Въвежда полски език в офицерските школи, позовавайки се на резолюциите на Виенския парламент, който допуска частично използване на полски език във войската. За постигане на отлични резултати получава най-високото австро-унгарското военно отличие Военен медал за заслуги. През 1906 г. се жени за Александра Сала, с която имат син Ерик. През 1910 г. е повишен в чин капитан, но напуска австрийската армия.

### Занимания със социални дейности
След като напуска войската, Халер се посвещава на занимания със социални дейности. Работи активно в кооперативното движение на полските селски райони, където постига значителни успехи. През 1912 г. става инспектор в Общество на груповото земеделие, където се занимава с организиране на курсове по селско стопанство, животновъдство и млекопреработване. Свързва се също така с възникналото през 1911 г. скаутско и физкултурно дружество „Сокул“. Занимава се с милитаризация на „Сокул“, а също така и с превръщането на скаутството в „по-полско“ движение.
От средата на 1912 г. провежда интензивна работа като военен инструктор. През 1913 г. заедно със свои колеги разработва образците за скаутските знаци, много от които са в сила и днес.

### През Първата световна война
Избухването на Първата световна война дава сигнал за мобилизация на членовете на полските паравоенни патриотични организации. На 27 август 1914 г. е издадена заповед за изграждане на Полските легиони, въз основа на които започват да се формират Източните легиони в Лвов под ръководството на генерал Адам Петрашкевич. Халер е основният организатор на тази формация. По това време загубата, която понася австрийската армия в Галиция води до превземането на Лвов и Източна Галиция от руската армия. Легионът трябва да се евакуира в околностите на Мшана Долна. Формацията, въпреки че била завършена, не влиза във войната. В резултат на морален упадък сред войниците и противопоставянето срещу изискването на австрийското командване за полагане на клетва за вярност на императора, легионът е разпуснат.
Първата световна война отприщва патриотизма на поляците и им предлага възможност да си върнат независимостта. Халер подготвя младите Соколи точно за това и е назначен за майор във II бригада на Полските легиони.
На 30 септември 1914 г. заминава със своята формация на фронта на Източните Карпати. При изключително тежки климатични и теренни условия Бригадата помага за защитата на Карпатския проход и затруднява достъпа на руските войски до Унгария.
В началото на октомври 1914 г. бригадата достига Карпатите от унгарската страна. На 12 октомври два батальона на 3-ти Пехотен полк под командването на Халер превземат селото Рафайлова, което се намирало в Галиция. На 24 октомври превземат Надвурна, а на 29 октомври се бият близо до Молоткув, където понасят тежки загуби и се връщат в района на Рафайлова. През ноември бригадата е разделена на две части. Отрядите под командване на Халер остават в Рафайлова, останалите продължават битката при Хуцулшчизна и Северна Буковина. 
На 23 януари 1915 г. при отсъствие от страна на Халер руснаците правят нощна атака. Легионистите успяват да ги отблъснат като им причиняват значителни загуби и взимат много заложници.
След стабилизиране на ситуацията Халер предоставя командването на полка на майор Минкевич, а самият той остава във II Бригада.
На 7 май 1915 г., пътувайки заедно с Владислав Шикорски, претърпява автомобилна катастрофа близо до Ченстохова. Кракът на Халер е счупен на няколко места. Лечението му се извършва в болница в Ченстохова, която е управлявана от немци. 10 месеца Халер пребивава в болницата за рехабилитация.
След сключването на Бресткия мир през 1918 г. Халер се намира начело на бригадата си в Украйна, където цари атмосфера на хаос. Той отказва да приеме условията на мира и продължава да се бие, като пробива руския фронт и съединява своите части с дезертиралите от руска служба поляци в Буковина. Наличието на полски войници там е недопустимо и за австро-германците, които започват военни действия срещу халеровите войски. През юни 1918 г. Халер бяга в Москва под името Мазовецки. Оттам отива в Мурманск, където по договореност с Антантата създава корпусът на Мурманчиците. След това Халер заминава за Франция, където пристига през юли 1918 след дълго пътуване.
В Париж още от времето на великата емиграция действа силно полско социално и политическо ядро. Първите полски доброволчески военни единици във Франция са създадени през 1917 г., веднага след сключването на съюза между френския президент Реймон Поанкаре и полски държавник Падеревски. Повечето от новите попълнения на армията са или поляци, служили във френската армия, или бивши полски военнопленници в Германия или преди това служили в Австро-Унгарската имперска армия (около 35 000 души). Още 23 000 души са били поляци от САЩ. Останалата част идва от целия свят, включително и военнослужещи от руския експедиционен корпус във Франция и полската общност в Бразилия (над 300 души).
Първоначално френската армия е под политическия контрол и под командването на генерал Луи Аршинар, но на 23 февруари 1918 се премества в политическия контрол Полския национален комитет. Те се включват в бойните действия срещу Германската империя в Шампан.
Силите под командването на Халер са наречени „Халерова армия“ или „Синя армия“ по цвета на униформите им[2].

### Обратно в Полша
През периода април-юни 1919 г. личният състав на армията Халер се увеличава на 70 000 войници, а армията с цялото оборудване се премества в Полша. Веднага се налага да влезе в действие за да защити независимостта на Втората република и взема участие в Полско-украинската война в Източна Галиция. Поляците освобождават Лвов. През май 1919 г. войските Халер са разгърнати за Съветско-полската война и участва в много битки срещу Червената армия, главно срещу кавалерията на Семьон Будьони.
През юни 1919 г. Халер командва Югозападния фронт на границата с Германия. През септември 1919 г. армията на Халер е реорганизирана и става част от полската армия. През януари 1920 г. Халер командва завладяването на Померания и Пуцк. Той е начело на символичната церемония Сватба на Полша с морето.

### През междувоенния период
От октомври 1920 г. Халер изпълнява различни административни функции. От 1920 до 1926 г. е Главен инспектор на Артилерията и председател на Върховната военна комисия. Член на Военния съвет, а от 3 юли 1920 г. до 4 февруари 1923 г. е председател на Съюза на полското скаутство. През същото време е и активен деец и председател на Главния комитет на Полския червен кръст. През 1921 г. създава Младежкото движение на Полския червен кръст.
През 1922 – 1923 г. е министър в Сейма от листата на Християнски съюз на националното единство.
Заради националистичните си схващания е възприеман като човек, отговорен за разпространение на антисемитското настроение в Полша, включително и за бунтовете срещу евреите в Ченстохова през 1919 г., в които взимат участие войниците от „Синята армия“, а също така за предизвикване на нападки срещу президента Габриел Нарутович като избран с „еврейски гласове“. Генерал Халер осъжда и майския преврат на Юзеф Пилсудски, в резултат на което на 31 юли 1926 г. е освободен.
През 20-те години заедно с жена си Александра и сина си Ерик се местят в Поможе, около Хелмно. През 1933 г. пътува до САЩ с мисия да помогне на ветераните и инвалидите от „Синята армия“. През годините 1936 – 1939 е един от организаторите и ръководителите на опозиционния спрямо Санацията Фронт Морж. На 10 октомври 1937 г. на конгрес на Партията на труда е избран за председател на Върховния съвет.

### През Втората световна война
След избухването на Втората световна война успява да отиде във Франция, където е на разположение на създаващото се от генерал Владислав Шикорски правителство и оглавява Междуведомствената комисия за регистрация. В първите дни на ноември 1939 г. влиза в състава на правителството като министър без портфейл. В края на 1939 г. и началото на 1940 г. отново заминава за Америка, този път, за да насърчи тамошната Полония да участва в създаващата се във Франция полска войска.
След капитулацията на Франция заминава за Великобритания, където през 1940 – 1943 г. е министър на образованието в полското правителство в изгнание.

### Следвоенни години
След края на войната Юзеф Халер избира да остане в Лондон, където умира на 4 юни 1960 г. на 86 години. Погребан е в гробищния парк Gunnersbury. Благодарение на инициативата на полските скаути тленните му останки биват върнати на 23 април 1993 г. в Полша и на 15 май са положени в криптата на Гарнизонната църква „Св. Агнешка“ в Краков.

## Ордени и отличия
- Орден на Белия Орел (1921)
- Сребърен кръст на военния орден Virtuti Militari (1920)
- Командорски кръст на Ордена на Възродена Полша (1922)
- Кръст за храброст – четирикратно (1921)
- Военен медал за заслуги (Австро-Унгария, 1918)
- Орден на Желязната корона III степен (Австро-Унгария, 1918)
- Железен кръст II степен (Прусия, 1918)
- Кръст за свобода II степен (Естония, 1922)
- Орден на почетния легион II степен (Франция, 1922)
- Военен кръст (Франция, 1922)
- Орден на Короната II степен (Италия, 1922)
- Орден на св. Сава (Югославия, 1926)